# Římskokatolická farnost Dolní Slivno
Římskokatolická farnost Dolní Slivno (lat. Sub-Slivna, Unterslivno) je církevní správní jednotka sdružující římské katolíky na území obce  Dolní Slivno a v jejím okolí. Organizačně spadá do mladoboleslavského vikariátu, který je jedním z 10 vikariátů litoměřické diecéze. Centrem farnosti je kostel svatého Františka z Assisi v Dolním Slivně.

## Historie farnosti
První zmínka o obci Dolní Slivno je z roku 1223, farnost zde byla zřízena neznámo kdy. Původní zdejší kostel byl gotický. Dnešní farní kostel sv. Františka z Assisi byl vybudován barokně v roce 1679, dále byl rozšířen roku 1694. V letech 1807–1808 byl empírově upraven.

### Duchovní správcové vedoucí farnost
Začátek působnosti jmenovaného v duchovní správě farnosti od:
- Nicolaus, † 1363
- 1363   Wenceslaus z Chorušic
- 1655   Blasius Ign. Holický
- 1671   Franciscus Sentivani
- 1676   Joannes Georg. Moechrad
- 1687   Petritius Mertz
- 1693   Carolus Leop. Nigrin
- 1694   Georgius Jos. Pruscha
- 1696   Joannes Anton. Aquila
- 1712   Carolus Leop. Neupauer
- 1713   Josephus Schoenpflug
- 1720   Joannes Oliva
- 1765   Joannes Krziz
- 1777   Anton. Skaliczky, † 11. 5. 1788
- 1786   Joann. Medlin
- 1808   Thomas Kroillo, n. 16. 11. 1755 Přebojens., o. 12. 9. 1781, † 18. 9. 1831
- 1831   par. vacat, coop. Car. Wlcžek
- 1832   Car. Wlcžek, n. 4. 2. 1790 Jičín, o. 7. 8. 1813, † 23. 7. 1867
- 1868   par. vacat, admin. int. Wenc. Hanka
- 1869   Wenc. Hanka, n. 16. 10. 1835 Rotschov, o. 31. 7. 1860
- 1871   Jos. Hozák, n. 31. 10. 1827 Sezemice, o. 25. 7. 1852, † 14. 4. 1889
- 1890   Jos. Syrový, n. 22. 5. 1851 Želčín, o. 16. 7. 1876, † 4. 12. 1930
- 1. 9. 1920  Alois Zelenka, n. 3. 8. 1889 Bystřice, o. 13. 7. 1913, † 26. 12. 1956
- 1. 1.  1957  Hermann Schmid
- 1. 2.   1957 Stanislav Šlapák
- 1. 12. 1963 Karel Štipl
- 1. 7.  1982  Václav Dvořák
- 1. 7.  1983  Karel Havelka
- 1. 9.  1983  Václav Vlasák
- 15. 11. 1986 Jan Štrumfa
- 1. 4.  2005  Leopold Paseka, admin. exc. z Nebužel[3]

Kromě kněží stojících v čele farnosti, působili ve farnosti v průběhu její historie i jiní kněží. Většinou pracovali jako farní vikáři, kaplani, katecheté, výpomocní duchovní aj.

## Území farnosti
- Dolní Slivno (něm. Unter-Slivno[p 2])
- Horní Slivno
- Hřivno
- Košátky
- Kropáčova Vrutice
- Mečeříž
- Slivínko

## Římskokatolické sakrální stavby a místa kultu na území farnosti
| | Fotografie | Stavba                        | Místo         | Bohoslužby                      | Zeměpisné souřadnice                                     | Status            | Číslo kulturní památky                        |
| Kostely | Kostely    | Kostely                       | Kostely       | Kostely                         | Kostely                                                  | Kostely           | Kostely                                       |
| --- | ---------- | ----------------------------- | ------------- | ------------------------------- | -------------------------------------------------------- | ----------------- | --------------------------------------------- |
| 1. |            | Kostel sv. Františka z Assisi | Dolní Slivno  | bližší informace o bohoslužbách | náves 50°18′32″ s. š., 14°44′0″ v. d.                    | farní kostel      | 36555/2-1548 (Pk•MIS•Sez•Obr•WD) (Q24237148)  |
| 2. |            | Kostel sv. Martina            | Horní Slivno  | bližší informace o bohoslužbách | náves 50°18′17″ s. š., 14°42′18″ v. d.                   | filiální kostel   | 20154/2-1563 (Pk•MIS•Sez•Obr•WD) (Q25106970)  |
| 3. |            | Kostel Povýšení sv. Kříže     | Mečeříž       | bližší informace o bohoslužbách | 50°17′29″ s. š., 14°44′15″ v. d.                         | filiální kostel   | 10088/2-4254 (Pk•MIS•Sez•Obr•WD) ( Q24877365) |
| Kaple a oratoria |            |                               |               |                                 |                                                          |                   |                                               |
| 4. |            | Kaple Andělů Strážných        | Zámek Košátky | bližší informace o bohoslužbách | Nové Košátky 14 50°19′5″ s. š., 14°39′59″ v. d.          | zámecké oratorium | 46514/2-1609 (Pk•MIS•Sez•Obr•WD) (Q26215796)  |
| 5. |            | Kaple                         | Hřivno        | bohoslužby příležitostně        | náves 50°19′25″ s. š., 14°46′4″ v. d.                    | obecní kaple      | —                                             |
| 6. |            | Kaple                         | Slivínko      | bohoslužby příležitostně        | náves 50°18′12″ s. š., 14°43′51″ v. d.                   | obecní kaple      | —                                             |
| Venkovní kříže a sochy |            |                               |               |                                 |                                                          |                   |                                               |
| 7. |            | Kříž na rozcestí              | Slivínko      | bohoslužby příležitostně        | rozcestí 50°18′12″ s. š., 14°43′42″ v. d.                | obecní krucifix   | —                                             |
| 8. |            | Socha sv. Jana Nepomuckého    | Nové Košátky  | bohoslužby příležitostně        | před tvrzí naproti mlýnu 50°19′3″ s. š., 14°40′10″ v. d. | socha             | 45077/2-1610 (Pk•MIS•Sez•Obr•WD) (Q38489981)  |
| Některé drobné sakrální stavby a pamětihodnosti lze dohledat zde v databázi Drobné sakrální památky Zaniklé sakrální stavby lze dohledat zde v databázi Poškozené a zničené kostely, kaple a synagogy v České republice |            |                               |               |                                 |                                                          |                   |                                               |

Ve farnosti se mohou nacházet i další drobné sakrální stavby, místa římskokatolického kultu a pamětihodnosti, které neobsahuje tato tabulka.